# 肼屈嗪
肼屈嗪（INN：hydralazine）舊稱肼苯哒嗪，是一種血管舒張劑，用於治療高血壓和心臟衰竭。適應症包含妊娠高血壓以及高血壓急症。目前已知若對非洲裔人群，併用硝酸异山梨酯以治療心臟衰竭，效果會特別顯著。肼屈嗪最早的商品名為 Apresoline，中文商品名繁多，如：壓平利淨、阿普利素寧、安血平、血普朗等等。
此藥物的給藥方式有口服給藥及靜脈注射。通常於攝入後約15分鐘開始發揮作用，並持續6小時左右。
使用後的常見副作用有頭痛和心跳過速。不建議因冠狀動脈疾病以及風溼性心臟病造成二尖瓣缺損的患者使用。有腎病變的患者建議減低藥量。
肼屈嗪是瑞士汽巴精化製藥的科學家於尋找瘧疾治療方法時無意間發現，於1949年取得專利。此藥物已列入世界衛生組織基本藥物標準清單之中。它在美國於2022年最常使用處方藥中排名第121，開立的處方箋數量超過500萬份。

## 醫療用途
肼屈嗪會引起反射性交感神經對心臟的刺激（感壓反射），因此並不作為治療高血壓的第一線藥物。交感神經刺激可能會增加心率和心輸出量，且在冠狀動脈疾病患者中可能會引起心絞痛或心肌梗塞。此藥物也可能增加血漿中腎素濃度，導致體液滯留。為預防這些副作用，在開立肼屈嗪的處方時通常也開立β受體阻滯劑（例如普萘洛爾）及利尿劑作聯合使用。
此藥物用於治療嚴重高血壓，但並非治療原發性高血壓的一線療法。它通常用於治療妊娠期高血壓，通常會與拉貝洛爾（腎上腺受體阻滯劑）和/或甲基多巴（α-2腎上腺素能受體激動劑）合用。
肼屈嗪常與硝酸異山梨酯合用，用於治療非洲裔患者的心臟衰竭。前述的藥物組合是第一種用於特定種族治療的處方。
患有心跳過速、心臟衰竭伴隨高心輸出量（例如甲狀腺毒症）、縮窄性心包炎、全身性紅斑狼瘡、主動脈瘤剝離或紫質症的族群不應使用此藥物。

## 不良反應
長期使用此藥物可能會引起類似全身性紅斑狼瘡症候群，如果未受察覺而停藥，可能會致命。引起藥物誘發性全身性紅斑狼瘡藥物中，最常見的有： 肼屈嗪 (7%-13%)、普魯卡因胺、異煙肼、米諾環素、以及腫瘤壞死因子-α抑制劑 。
用藥後很常見（>10%發生率）的副作用有頭痛、心跳過速和心悸。
常見（1-10%發生率）的副作用有臉紅、低血壓、心絞痛、關節疼痛或腫脹、肌肉痛、心房利鈉肽檢測呈陽性、胃部不適、腹瀉、噁心和嘔吐，以及水腫（鈉和水分滯留）。

## 交互作用
此藥物可能會增加以下藥物的降低血壓作用：
- 血管舒張劑
- 鈣通道阻滯劑
- 血管張力素轉換酶抑制劑
- 利尿劑
- 抗高血壓藥
- 三環類抗抑鬱藥
- 主要抗精神病藥
- 乙醇（酒精）
- 二氮嗪

經由肝臟代謝的藥物，如β受體阻滯劑，可能會增加肼屈嗪的生物利用度。此藥物會增加腎上腺素對心率的加速作用，共同給藥可能會導致中毒。

## 作用機轉
肼屈嗪的作用机制尚未完全阐明。可能的作用机轉有：
- 干扰第二信使肌醇三磷酸作用，限制平滑肌细胞肌浆网的钙离子释放[18]、
- 作为一氧化氮供体、[19]及
- 激活缺氧诱导因子[20]。

## 化學
肼屈嗪屬於肼酞嗪類藥物。

## 歷史
肼屈嗪是瑞士汽巴精化製藥的科學家在尋找瘧疾治療方法時無意中發現，最初被稱為C-5968和1-肼酞嗪，汽巴精化於於1945年提出專利申請，於1949年取得，提出其降血壓活性的首批科學文獻於1950年發表。 此藥物於1953年獲得美國食品藥物管理局（FDA）核准作醫療用途之用。
此藥物是最早可經口服給藥的降血壓藥物之一。
在開發中国家中的一個月劑量批發價位於2.78至9.11美金之間，在美國同等劑量則需約50至100美金。

## 研究
此藥物也用作DNA甲基轉移酶抑制劑方面的研究，以治療骨髓增生異常症候群（一組起源於造血幹細胞或祖細胞的異質性髓系克隆性腫瘤疾病）。